# سويكا-واري
سويكا واري (باليابانية : スイカ割り تُنطق باليابانية : سويكا - ولاي، تترجم حرفياً بالعربية . تقسيم البطيخ) أو كما تعرف باسم سحق البطيخ أو كسر البطيخ 

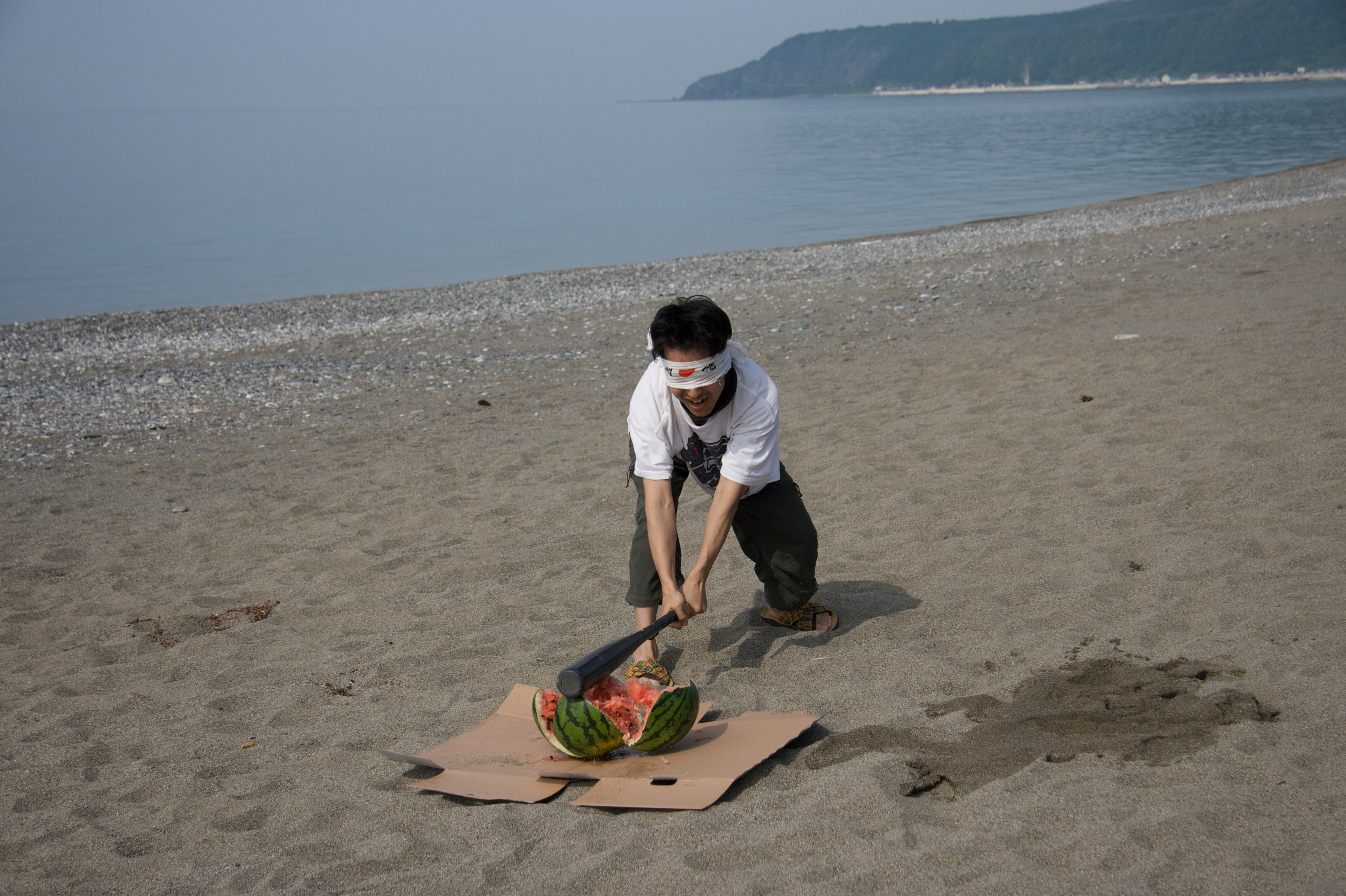
صورة تُظهر شخص يلعب السويكاواري على أحد الشواطئ اليابانية.

و هي لعبة تقليدية يابانية التي يتم فيها تقسيم البطيخ عن طريق استخدام عصا معصوب العينين . و يتم ممارسة هذه اللعبة في فترة الصيف ، السويكاواري تلعب دائماً علي الشواطيء بشكل عام و لكن يمكن أن تُلعب أيضاً في المهرجانات والنزهات ورياض الأطفال و الأحداث الصيفية الأخرى . 

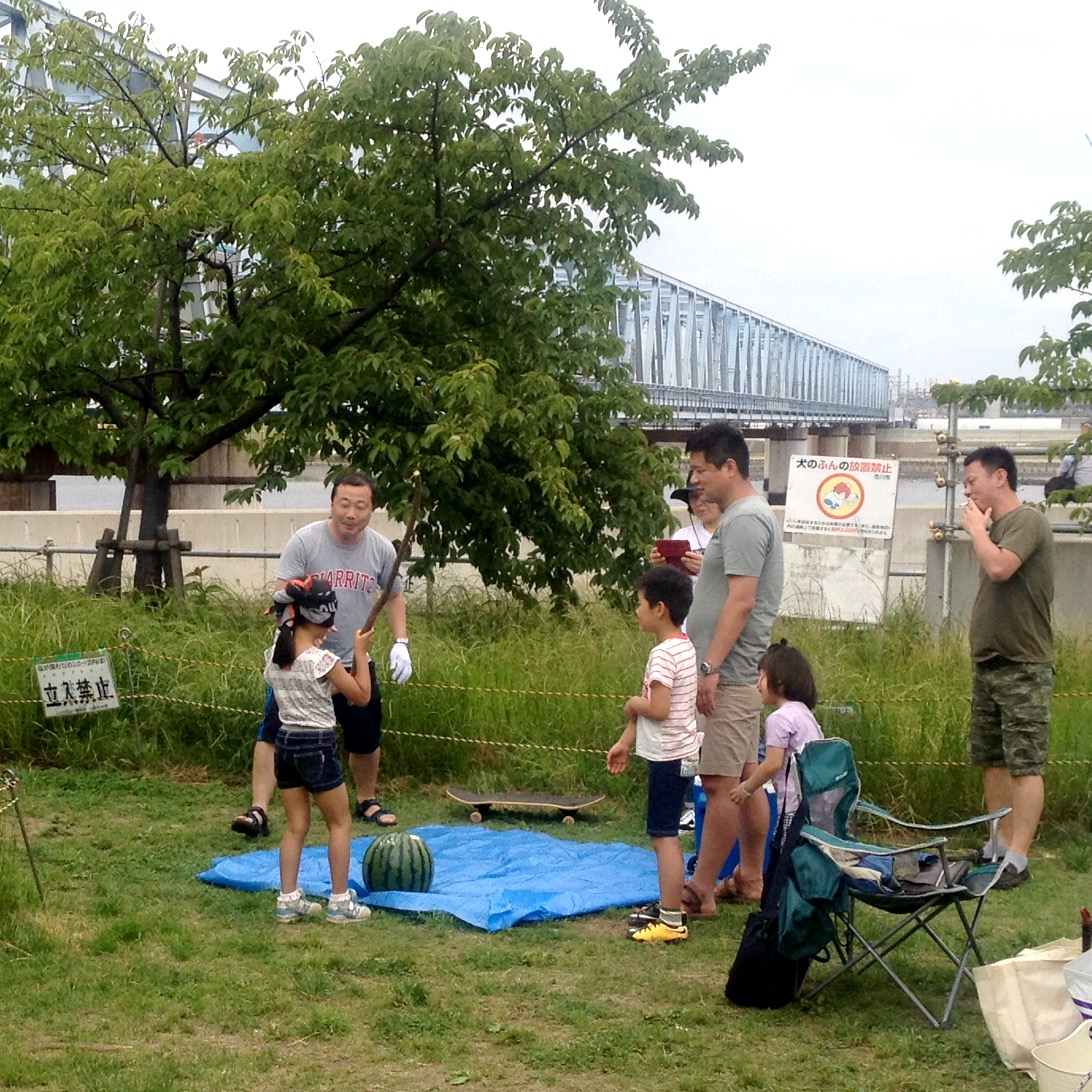
صورة تُظهر عائلة تستعد للعب السويكاوراي في نزهة في طوكيو في عام 2018

قواعد لعبة السويكا وراي تشبه لعبة البينياتا . لكن بدلاً من بينياتا معلقة يتم وضع بطيخة ، ويحاول المشاركون واحدًا تلو الآخر تحطيمها. كل منهم معصوب العينين ، حيث يدور اللاعب حول البطيخة حوالي ثلاث مرات ، ويتسلم عصا خشبية ، أو بوكين للاعب ، ليضرب البطيخة بها . و أول من ينجح بسحق البطيخة يفوز. و يمكن للمشاركين أو الزملاء الآخرين أيضًا إعطاء اللاعب تلميحات حول مكان البطيخة مثل علي اليسار أو علي اليمين أو للأمام مباشرة و ذلك ليصل للبطيخة أو يتم خداعه ليفشل في سحقها قبل نفاد الوقت فبالتالي يخسر أو يمكن أن يُضرب أحد اللاعبين بالعصا بدلاً من البطيخة عن طريق الخطأ .
بعد ذلك يتم كسر قطع البطيخة يتم مشاركة البطيخة المُقسمة بين المشاركين. لأن البطيخ يمكن أن يسقط في الرمال ويتسخ ، عادة ما يتم وضع قطعة من الورق المقوى أو قطع من الكارتون أو أي عنصر آخر تحتها لتجنب اتساخ قطع البطيخة .

## القواعد الرسمية
- قواعد جمعية السويكا-وراي اليابانية

أُنشأت جمعية السويكا-وراي اليابانية ( التي تعرف أيضاً بالـ جيه . أس . دبليو . أيه أو جيسوا بالإنجليزية JSWA) ، و هي جمعية أنشأتها الجمعية التعاونية الزراعية اليابانية ( و التي تعرف بالجيه . إيه بالإنجليزية JA) ، مجموعة من القواعد في عام 1991 تحكم اللعبة.  تم إنشاء JSWA من قبل JA لزيادة استهلاك البطيخ. لكن تلك المنظمة لم تعد موجودة في الوقت الحالي . و تلك القواعد الموضوعة على النحو التالي:
1. المسافة بين اللاعب والبطيخة: يجب أن لا تقل عن 5 أمتار و لا تزيد عن 7 أمتار
2. العصا المستخدمة في اللعبة : يجب أن يكون محيطها 5 سم ؛ و طولها يساوي أو أقل من 120 سم.
3. المواد المستخدمة في عصابات العين: جمعية السويكا-وراي اليابانية قد وضعت شروط للعصابات العين و ذلك للتحقق من اللاعب لا يمكنه رؤية أي شيء أمامه ،و يتم تشجيع المراقبين على إسقاط ورقة نقدية بقيمة 10000 ين أمامه للتأكد من أن اللاعب لا يري شيئاً أمامه .
4. البطيخ المستخدم في اللعبة : البطيخة محلية جيد النضج .
5. المهلة المحددة للعب: 3 دقائق.
6. التحكيم: يجب على الحكام تقييم اللاعب بناءً على مدى الاستراحة في الأشواط الذي تمكنت من تحقيقها. يمكن للاعبين الذين قاموا بتقسيم البطيخ بنصفين متساويين أن يقتربوا من تحقيق النتيجة المثالية ، في حين أن اللاعبين الذين قاموا بتقسيمهم إلى أجزاء غير متساوية يحصلون على درجات أقل.
7. تفاصيل أخرى: يجب أن يكون الحكام قد أكلوا 10 بطيخات على الأقل في العام الحالي.

## أنظر أيضًا
- بينياتا